# 엘리즈 보그먼
엘리즈 보그먼(Elise Baughman, 1972년 6월 20일 ~ )은 미국의 성우, 배우, 텔레비전 배우, 저널리스트, 영화배우이다.
먼로에서 태어났다.

## 영화
- 아이 엠 가브리엘 (2012년)
- 건 X 스워드 (2005년)
- 슬랩 허, 쉬즈 프렌치 (2002년)
- 명탐정 코난 (1996년)